# Earth’s Rightful Ruler
Az  Earth's Rightful Ruler egy 1982-es dub  lemez Augustus Pablo-tól.

## Számok
1. Earth Rightful's Ruler
2. King Alpha And Omega Queen
3. Jah Love Endureth
4. Rastafari Tradition
5. Zion Hill
6. Java
7. Lightning And Thunder
8. Israel School Years
9. City Of David
10. Musical Change

## Zenészek
- ének: Hugh Mundell
- vokál: Maxie Lynch, Hugh Mundell, Delroy Williams, Norris Reid
- dob: Style Scott, Santa Davis, Horsemouth Wallace, Albert Malawi
- basszusgitár: Junior Dan, Flabba Holt, Jah Bunny, Robbie Shakespeare
- ritmusgitár: Fazal Prendergast, Bingy Bunny
- lead gitár: Chinna
- zongora: Augustus Pablo, Steele
- orgona: Augustus Pablo, Steele
- ütősök: Teo Benjamin, Garth Swaby, Sidney Wolf, Ras Menilik Dacosta
- melodika: Augustus Pablo
- húrosok: Augustus Pablo

## Felvételek
- Hangmérnök: Sylvan Morris, Barnabas
- Felvételek : Channel One (Kingston, Jamaica), Harry J (Kingston, Jamaica)
- Mix  : Harry J (Kingston, Jamaica)